# Catherine Repond
Catherine Repond (auch La Catillon genannt) (* 18. August 1663 in Villarvolard; † 15. September 1731 in Freiburg im Üechtland) war eine der letzten Frauen, die in der Schweiz der Hexerei beschuldigt und hingerichtet wurden.

## Leben

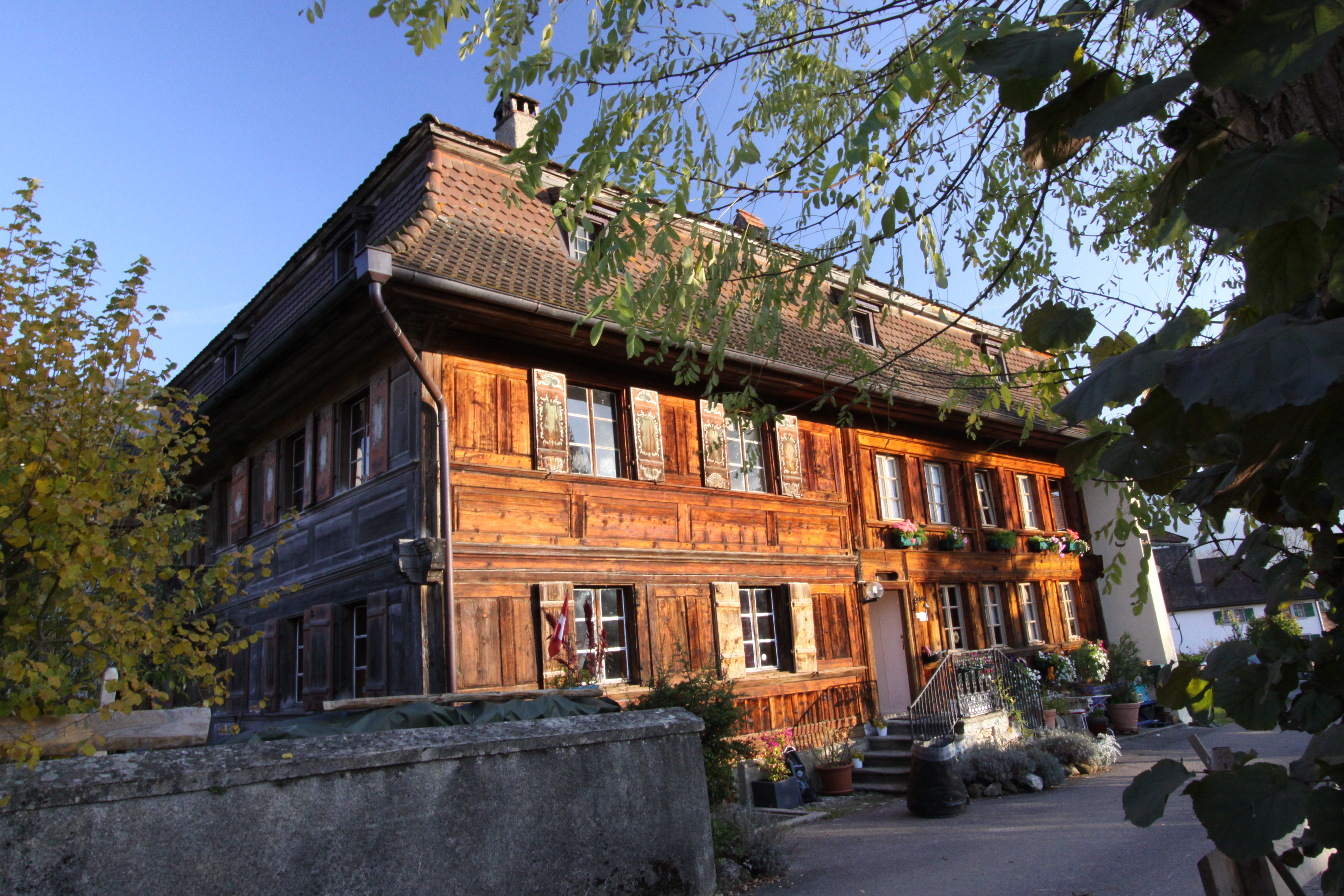
Maison Répond in Villarvolard, 2011

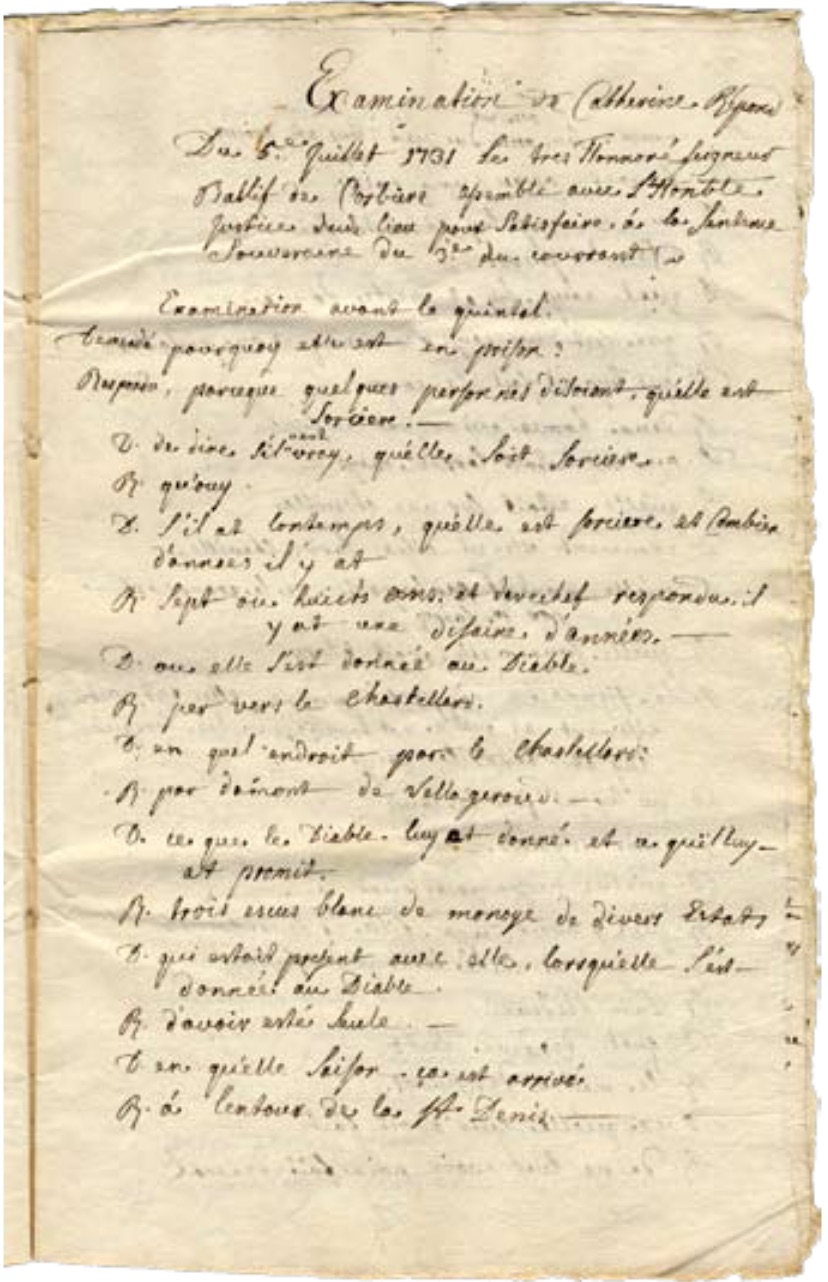
6. Verhör von Catherine Répond in Corbières am 5. Juli 1731.

Catherine Repond, „La Catillon“ genannt, wohnte zusammen mit ihren beiden Schwestern im Dorf Villarvolard. Sie lebte von Bettelei und spann gelegentlich Wolle aus dem protestantischen Bern, was in der katholischen Region misstrauisch beobachtet wurde. Als Gerüchte über angebliche Hexerei die Runde machten, eröffnete der Vogt Beat-Nicolas von Montenach eine Untersuchung, um die Wahrhaftigkeit der Aussagen zu überprüfen.
Im April 1731 befragte Montenach die 67-jährige Catillon erstmals. Insbesondere erkundigte er sich nach dem Ursprung ihrer Verletzung am linken Fuss, an dem die Zehen fehlten. Sie erklärte, zwei Männer und eine Frau hätten ihr diese abgeschnitten, als sie in einer Scheune in Gibloux übernachtete. Diese Aussage erinnerte den Vogt an ein Ereignis, das einige Zeit zuvor stattgefunden hatte: Auf der Jagd hatte er einen Fuchs angeschossen und das Tier am Bein verletzt. Trotz ausgedehnter Suche wurde der Fuchs nicht gefunden. So schloss der Vogt, die Catillon müsse die Fähigkeit besitzen, ihre Gestalt zu ändern, und demzufolge der flüchtige Fuchs in menschlicher Gestalt sein. Am 20. Mai wurde Catherine Repond im Gefängnis des Schlosses Corbières inhaftiert, in dem der Vogt residierte, um dort auf ihren Prozess zu warten.
Die Einwohner warfen ihr vor, dass sie nicht zur Heiligen Messe ging und Hexenkünste ausübte, die sie daran hinderten, Käse herzustellen, oder die das Vieh erkranken liessen. Der Tod eines Kindes wurde ihr angelastet; es hatte eine Rose berührt, die es von der Angeklagten erhalten hatte. Am 4. Juni fand eine weitere Befragung statt, bei der die Catillon dieselbe Aussage machte wie im April. Der Vogt versuchte sie in Widersprüche zu verwickeln; und als ihm das nicht gelang, liess er die Frau peinlich befragen, um die „Wahrheit“ ans Licht zu bringen. Unter der Folter sagte Catherine Repond, was man von ihr hören wollte, und gestand, eine Hexe zu sein. Sie wurde zum Tode verurteilt und nach Freiburg überführt, wo sie erneut gefoltert wurde und ihre zuvor gemachten Aussagen bestätigte. Am 15. September 1731 wurde sie erdrosselt und ihre Leiche auf dem Scheiterhaufen verbrannt.

## Rehabilitierung
Im Februar 2009 verlangte eine Motion aus dem Freiburger Parlament die Wiederherstellung der Ehre von Catherine Repond. Nach der im August 2008 erfolgten Rehabilitierung von Anna Göldi, die 1782 wegen angeblicher Hexerei in Glarus hingerichtet worden war, möchte die Freiburger Kantonsregierung alle jene rehabilitieren, die unter der Folter Geständnisse abgelegt haben. Die verlangte Rehabilitierung wurde vom Kantonsparlament am 8. Mai 2009 mit der Begründung abgelehnt, eine Rehabilitierung im juristischen Sinn sei nicht möglich; der heutige Staat trage keine Verantwortung für Verbrechen im Ancien Régime. Stattdessen wurde eine unverbindliche Resolution verabschiedet. 2010 griff die Stadt die Angelegenheit erneut auf und entschied, einen Platz nach Catherine Repond zu benennen.